# Лето, Даррен
Да́ррен Ле́то (англ. Darren Lehto; род. 17 мая 1968, Атабаска, Альберта) — американский кёрлингист.
В «классическом» кёрлинге (команда из четырёх человек одного пола) в основном играет на позиции первого.

## Достижения
- Чемпионат США по кёрлингу среди мужчин: золото (2013), серебро (2003).
- Чемпионат США по кёрлингу среди смешанных команд: золото (2005).
- Чемпионат мира по кёрлингу среди ветеранов: серебро (2024), бронза (2025).
- Чемпионат США по кёрлингу среди ветеранов: золото (2020).

## Команды
| Сезон                                        | Четвёртый     | Третий        | Второй        | Первый         | Запасной                              | Турниры                        |
| -------------------------------------------- | ------------- | ------------- | ------------- | -------------- | ------------------------------------- | ------------------------------ |
| 2002—03                                      | Крейг Браун   | Leon Romaniuk | Грег Романюк  | Даррен Лето    |                                       | ЧСШАМ 2003                     |
| 2006—07                                      | Фил Тилькер   | Даррен Лето   | Paul Lyttle   | Даг Кауфман    |                                       |                                |
| 2009—10                                      | Крейг Браун   | Рич Руохонен  | Даррен Лето   | Пит Эннис      |                                       |                                |
| 2011—12                                      | Брэйди Кларк  | Даррен Лето   | Leon Romaniuk | Steve Lundeen  | Wes Johnson                           | ЧСШАМ 2012 (5 место)           |
| 2012—13                                      | Брэйди Кларк  | Шон Бейтон    | Даррен Лето   | Фил Тилькер    | Грег Персингер (ЧМ) тренер: Кен Траск | ЧСШАМ 2013 · ЧМ 2013 (9 место) |
| 2013—14                                      | Брэйди Кларк  | Шон Бейтон    | Фил Тилькер   | Даррен Лето    |                                       |                                |
| 2019—20                                      | Джоэл Ларуэй  | Даг Кауфман   | Даррен Лето   | John Rasmussen |                                       | ЧСШАВ 2020                     |
| 2022—23                                      | Джоэл Ларуэй  | Даг Кауфман   | Даррен Лето   | John Rasmussen | Sean Silver тренер: Кен Траск         | ЧМВ 2023 (4 место)             |
| 2023—24                                      | Mike Farbelow | Рич Руохонен  | Билл Стопера  | Даррен Лето    | тренер: Пит Эннис                     | ЧМВ 2024                       |
| 2024—25                                      | Mike Farbelow | Рич Руохонен  | Билл Стопера  | Даррен Лето    | тренер: Пит Эннис                     | ЧМВ 2025                       |
| Кёрлинг для смешанных команд (mixed curling) |               |               |               |                |                                       |                                |
| 2005                                         | Брэйди Кларк  | Кристин Кларк | Даррен Лето   | Бев Уолтер     |                                       | ЧСШАСК 2005                    |

(скипы выделены полужирным шрифтом)

## Частная жизнь
Начал заниматься кёрлингом в возрасте 16 лет.
В 1996 переехал из Канады в США, в 1998 получил американское гражданство.
Работает в деревообрабатывающей компании RedBuilt региональным торговым представителем.